# Alfa Trianguli
Alfa Trianguli (α Tri, α Trianguli) è una stella binaria nella costellazione del Triangolo, la seconda più luminosa di questa costellazione, nonostante le sia stata assegnata la lettera alfa nella nomenclatura di Bayer.
La sua magnitudine apparente è + 3,42 e dista 64 anni luce dal sistema solare. È conosciuta anche con il nome tradizionale di Ras al Muthallah, o Mothallah, dall'arabo رأس المثلث (ra's al-muθallaθ), che significa "la testa del Triangolo".

## Caratteristiche del sistema
Alfa Trianguli è una binaria spettroscopica, dove la principale è una stella di classe F, a volte classificata come gigante (F5III), altre come subgigante di tipo F6IV. La sua massa è all'incirca 1,5 volte quella del Sole, mentre il raggio è 3 volte superiore.
Nonostante sia molto più giovane del Sole, questa stella ha finito, o sta per farlo, l'idrogeno da fondere in elio nel proprio nucleo e si avvia verso la parte conclusiva della sua esistenza La stella ruota molto velocemente su se stessa, tanto da aver assunto la forma di uno sferoide oblato, ed è classificata dunque anche come variabile ellissoidale rotante.
Alfa Trianguli B, una debole nana rossa con una massa dell'11% di quella solare, ruota attorno alla principale in un periodo di 1,74 giorni; essa è molto vicina alla compagna, forse a sole 0,04 U.A..